# 乔尼历险记
《乔尼历险记》又称《奎斯特历险记》（The Real Adventures of Jonny Quest 或者Jonny Quest: The Real Adventures）是一部由汉纳-巴伯拉动画公司制作的美国动画电视剧，于1996年8月26日至1997年4月16日在卡通频道播出。该剧是1964年《乔尼大冒险》和1986年《乔尼大冒险新传奇》的续作，讲述了少年冒险家乔尼·奎斯特、哈德吉·辛格和杰西·班农随本顿·奎斯特博士及保镖雷斯·班农，在异国他乡调查奇异现象、传说和神秘事件的故事。剧情还涉及虚拟领域“奎斯特世界”——一个通过计算机动画呈现的三维网络空间。《乔尼历险记》构思于20世纪90年代初，其漫长的开发过程波折不断。
1996年，汉纳-巴伯拉动画公司解雇了创作者彼得·劳伦斯，并聘请新制片人完成这部剧集。约翰·恩和科斯莫·安齐洛蒂完成了劳伦斯未竟的工作；大卫·利普曼、戴维斯·多伊和拉里·休斯顿撰写了新剧集，其中角色设计经过重新调整，趋近于经典《乔尼大冒险》的风格。两个团队各制作了全剧52集中的一半。劳伦斯团队构思了现实世界中的神秘探索故事，而后续编剧则采用了科幻和超自然情节。特纳公司通过与33家授权商合作的大规模营销活动为该剧提供支持。《乔尼历险记》以史无前例的广泛覆盖在卡通频道、TBS和TNT频道首播，每周播出21次。评论家们围绕该剧的动画制作、剧本创作及其与经典《乔尼大冒险》的精神传承展开了争论，但该剧也因同样的原因获得了赞誉。
《乔尼历险记》未能在其目标受众中获得较高收视率，周边商品销售表现也不佳，导致该剧在播出52集后被取消。剧集停播后，Toonami、CNX等特纳旗下的其他电视网仍在重播该剧。特纳家庭娱乐公司和华纳家庭视频公司已发行了8盒录像带和2张激光唱片，所有52集内容均已推出DVD版，也可在iTunes商店进行数字购买。

## 开发历程
汉纳-巴伯拉动画公司在20世纪90年代初被特纳娱乐公司收购后，创作了《乔尼历险记》。特纳公司计划开展一系列为期一年的“特纳全平台计划”，以利用经典角色开发新的特许经营项目。特纳收到了大量关于《乔尼历险记》的粉丝来信和电话咨询，并注意到该系列的市场调查Q分数“极高”。这部剧集也是汉纳-巴伯拉在动作冒险题材中最受欢迎的尝试；当时没有其他同类剧集以真实儿童为主角，讲述逼真的冒险故事。在威廉·汉纳和約瑟夫·巴伯拉的支持下，公司计划推出一部新剧集、一部真人电影以及两部电视电影——《乔尼的黄金冒险》和《乔尼大冒险大战网络昆虫》。配合大规模的营销活动，该项目将成为特纳收购汉纳-巴伯拉后最大的计划。特纳家庭娱乐公司总裁菲利普·肯特称《乔尼历险记》将成为“消费品盛宴”，公司将《乔尼历险记》视为该系列复兴的关键。《乔尼历险记》、真人电影以及经典剧集的录像带发行，共同构成了“乔尼大冒险之年”的营销闪电战。该项目推迟至1996年推出，呼应了1994年的“摩登原始人之年”和1995年的“瑜伽熊之年”。《乔尼历险记》的制作始于1993年。特纳聘请了由导演迪克·塞巴斯蒂、编剧彼得·劳伦斯和艺术指导增永隆领导的团队。1994年，公司任命斯蒂芬妮·斯珀伯为《乔尼历险记》项目组负责人。
汉纳-巴伯拉动画公司总裁弗雷德·塞伯特允许劳伦斯为乔尼设计一组新的同伴，但劳伦斯选择沿用原版角色团队。塞巴斯蒂和劳伦斯决定通过精确的物理规则和机械刻画，让剧集尽可能贴近现实。劳伦斯强调可信度，摒弃“荒谬的……激光枪”，改用真实的随身武器。创作团队研究了儿童心理学，以确保在描绘真实动作和后果的同时，不会引发观众噩梦。塞伯特将《乔尼大冒险》比作“冒险题材的《小鬼当家》”，称其融入“高科技、多元文化主题”，能够吸引当代青少年。宣传方承诺，新剧将避免“无意义的暴力、沙文主义、排外主义和麻木不仁”，回应了对经典系列的历史性批评。特纳公司还表示，该剧将吸引全性别观众，称：“传统上，动作冒险动画可能更受男孩欢迎，但在这部作品中，故事情节的设计会吸引女孩……我们真心希望吸引广泛的观众群体。”塞伯特进一步将剧集主题描述为“儿童版《X档案》”，指出每集都会抛出复杂的问题和谜团。与经典系列的不同之处包括新的角色设计，以及为奎斯特家族引入新角色。增永隆将乔尼设计为“棱角分明且英俊”的形象，并采用日本动画风格绘制角色，以区别于美国超级英雄卡通。团队通过新角色——雷斯的女儿杰西·班农——制造与乔尼的冲突。她在《乔尼的黄金冒险》中作为雷斯与耶洗别·杰德（Jezebel Jade）的女儿首次登场。劳伦斯最初将剧集命名为《乔尼大冒险的非凡之旅》，但在1995年更改为最终名称。
《乔尼历险记》原本计划于1995年播出，共65集，但陷入了开发困境；截至1995年3月，仅完成约30个剧本和8卷胶片内容。早在1995年1月，就有报道称制作遇到问题；经过18个月的制作，汉纳-巴伯拉动画公司于1996年解雇了劳伦斯和增永隆，聘请约翰·恩和科斯莫·安齐洛蒂完成前26集。部分片段需要大量细致的工作和反复修改。由大卫·利普曼、戴维斯·多伊和拉里·休斯顿领导的新团队又完成了26集，原计划作为独立剧集《新乔尼大冒险》播出。时代华纳收购特纳后，这一计划被取消，这些剧集最终作为《乔尼历险记》的第二季播出。

### 动画片
彼得·劳伦斯希望该剧的叙事能“超越卡通范畴，迈向动画电影制作”。制片方与七家工作室签约制作第一季动画，包括日本的太平洋动画公司和法国的图恩工厂。日韩动画师负责绘制传统赛璐珞片段并上色；一个国际团队则处理数字后期制作和“奎斯特世界”场景。Total Group旗下子公司Teva在巴黎组建了一支后期制作团队，由埃里克·雅库、吉勒斯·德伊里斯和帕斯卡尔·勒热领导。该团队使用Henry、Spirit、Flame等高端专业视频后期制作工具，力求实现高速计算机剪辑和后期制作流程。第一季的大部分素材均通过数字勾线和着色处理，以增强背景元素。制片方每集投入超过二十小时进行该流程，添加光影效果、雨雪、闪光、倒影和雾气。
汉纳-巴伯拉动画公司启用了一套新的计算机系统，将手工动画与数字着色相结合，并提供镜头移动的灵活性，从而营造出部分三维效果。增永隆认为，该系统通过让创作团队参与实际制作，使其成为“真正的电影人”。劳伦斯在1995年对该系统描述如下：
在开始动画制作之前，我们几乎已经完成了精剪。铅笔测试片段会导入计算机……通过在多个层级上设置摄像机支架，我们能够在没有动画的情况下预览整个节目。我们可以查看剧本内容，找出存在问题的台词。我们可以对节目进行重新剪辑——实际上是对节目进行后期配音（ADR）——不仅可以发送磁带，还可以将其打印出来。磁带会被送到合成师手中，整个制作流程会提前进行整合。——彼得·劳伦斯

《桑给巴尔东部》中具有反射效果的水面纹理数字绘画示例

劳伦斯提到的“将铅笔测试画面导入计算机”指的是动态分镜。这一流程由斯蒂芬·托巴克领导的汉纳-巴伯拉制作技术小组实施，该小组还负责搭建和维护汉纳-巴伯拉内部的数字勾线填色系统，以及后期制作使用的Avid和Pro Tools系统。日本Mook工作室独家承担了第二季的动画制作，未进行数字后期处理。《乔尼历险记》延续了经典剧集的写实暴力风格，包括反派和盟友在镜头外的死亡场景。这些尖端技术的运用，加上剧集多舛的开发过程，引发外界猜测：每集制作成本超过50万美元（这被视为当时动画预算的高端水平）。

### 音乐
博迪·钱德勒（Bodie Chandler）为《乔尼历险记》系列担任音乐导演，盖瑞·利奥内利（Gary Lionelli）、托马斯·蔡斯（Thomas Chase）、斯蒂芬·鲁克、劳伦斯·H·布朗（Lawrence H. Brown）、盖伊·穆恩、凯文·基纳、克里斯托弗·贝克和马克·科瓦尔（Mark Koval）负责创作配乐和提示音。利奥内利以20世纪60年代霍伊特·柯廷为原版《乔尼历险记》创作的主题曲为基础，构思了全新的主主题音乐。作曲家盖伊·穆恩认为，为该剧工作是“一生中做过最艰难的事”，因为制片方要求配乐必须具有史诗感：“他们想要一支配备优质合成器设备的大型管弦乐队……这很棒，因为他们给了我很大的压力，我可能会用《乔尼历险记》的音乐替换掉整个演示带……这些音乐既时髦又符合当下潮流。”斯蒂芬·鲁克和托马斯·蔡斯（后者后来为《飞天小女警》作曲）借助MIDI技术辅助谱曲。蔡斯对制片方在配乐上的投入表示赞赏，并指出：“对许多孩子来说，动画音乐是他们接触管弦乐的初体验。”

### 奎斯特世界
制片方通过“奎斯特世界”营造了虚拟现实元素——这是一个利用三维计算机动画和动作捕捉技术呈现的网络空间模拟场景。“奎斯特世界”被设计为当代技术的未来主义应用，类似经典系列中的高科技激光、卫星和机器人。塞伯特追溯其灵感来源时称：“这和詹姆斯·邦德面临的问题相同……即便看他最新的玩意儿，也多少有些老套。”汉纳-巴伯拉的营销团队就儿童对虚拟现实的熟悉度展开调查，发现每个孩子都知晓这一概念。策划者从尼尔·斯蒂芬森和威廉·吉布森等作家的赛博朋克小说（如《潰雪》）中汲取灵感。部分剧集结尾会播放独立的“奎斯特世界”短片段，称为“Quest Bytes”。
汉纳-巴伯拉动画公司最初与“梦境探索影像”（Dream Quest Images）签约制作“奎斯特世界”的动画，但由于竞争对手迪士尼于1996年4月收购了这家工作室，公司不得不更换供应商，最终该工作室只参与了一集的制作。位于蒙特利尔和圣莫尼卡的动画公司Buzz F/X负责创作第一季的相关片段。制作工作于1996年4月从片头开始——镜头掠过绿色峡谷中的地图线条，峡谷墙壁上投射出一幕幕场景。“奎斯特世界”的角色先以线框模型构建，再通过扫描黏土半身像生成面部细节，最后进行数字着色和勾线。受预算限制，Buzz F/X主要雇佣缺乏经验的动画师，无法聘请资深员工。

动画师们在一间配备不足计算机的小车库里，每周工作六天、每天工作12小时，完成了《逃向奎斯特世界》和《科罗拉多麻烦》的制作。1996年7月，Buzz F/X为这个小团队新增了十名成员，但其中仅有两人具备相关经验。新手员工在灯光处理上困难重重，还需努力让威尼斯海滩动作捕捉工作室（House of Moves in Venice Beach）提供的生涩动作捕捉画面同步；《乔尼大冒险》是他们承接的首个动作捕捉制作项目。到了8月，团队每天工作14小时，每周无休，日夜不停地赶工。
在完成另外两集后，Buzz F/X终止了与汉纳-巴伯拉之间无利可图的合同。后来，由于《乔尼历险记》项目产生的360万美元债务，该公司于1997年申请破产。汉纳-巴伯拉聘请Blur工作室在十周的制作周期内完成第二季的场景。Blur使用了Intergraph硬件，其出色的性能吸引了媒体关注，并与汉纳-巴伯拉建立了友好的合作关系。两家公司总共为“奎斯特世界”制作了约100分钟的计算机动画。

### 国际推广及网络运营
特纳娱乐公司将该系列剧集推向40个国家，以14种语言播出，旨在开拓国际市场。播出平台包括西班牙的Antena 3电视台、法国的TF1电视台、俄罗斯的第一频道、意大利的RAI电视台、德国的Taurus Film电视台、英国的BBC、印度尼西亚的SCTV电视台，以及覆盖10个亚洲国家的亚洲电视——这是该电视台首部同时以英语和粤语播出的动画剧集。特纳计划通过《乔尼历险记》向亚洲市场引入美式动画。该剧在新加坡的TCS第5频道（现名为新传媒5频道）开播，旨在借助新加坡“成熟的零售行业和发达的授权产业”。1995年《品牌周刊》报道称，该剧预算（包括周边商品和宣传成本）超过4000万美元。
导演理查德·唐纳、制片人劳伦·舒勒·唐纳和简·罗森塔尔在特纳收购汉纳-巴伯拉后对该IP产生兴趣，买下了真人电影的改编权。彼得·西格尔曾确定担任导演。该片原定1995年中期启动制作，拍摄计划推迟至1996年，最终未能开拍。特纳将《乔尼历险记》宣传为“儿童节目领域的下一次进化……为下一代重新定义电视动画”。公司于1995年在扬西维尔举办了一场由彼得·劳伦斯和增永隆参与的讨论会，随后在美国水上乐园活动中播放了预告片。这些“浸入式影院”活动在美国主要城市举办，除了展映新剧集预告，还邀请了詹妮弗·洛芙·休伊特、莱西·沙伯特、卡梅隆·芬利和阿什利·约翰逊等明星出席加州大学洛杉矶分校站的活动。特纳于1996年5月1日公布了剧集的首发国家和播出电视台。
特纳旗下的TBS、TNT和卡通频道每周七晚播出《乔尼历险记》，创下每周21次这样史无前例的播出频率。特纳通过这种高密度覆盖吸引营销合作伙伴，因为典型的有线电视节目（每周播出一次）难以激发周边商品的市场兴趣。特纳投放了多个带有《乔尼大冒险》标志和剧集导视的商业广告，以扩大传播声量。特纳营销团队推测，早晨观看TNT、下午观看TBS、黄金时段和深夜观看卡通频道的青少年群体互不重叠。《乔尼历险记》于1996年8月26日首播，此前三个月刚刚完成原版《乔尼大冒险》20小时的“告别马拉松”连播。其宣传规模超过了同期NBC的《新格列佛游记》等电视节目，业内人士将其比作电影级的宣发攻势。
1996年8月至9月期间，该剧平均获得2.0的尼尔森收视率，这对一部动画剧集来说被视为强劲开局。尽管卡通频道在1996年整体收视率下滑，但《乔尼历险记》始终是收视率最高的节目之一；第一季后期单集吸引了约65万观众。该剧周边商品销售表现低迷，也未能在目标受众中保持稳定收视率（尽管吸引了成年观众）。1997年2月，特纳试图通过一场名为“奎斯特世界冒险”的牙买加探险之旅竞赛重新激发观众兴趣。卡通频道在52集后未续订新集。该剧在Toonami频道重播至1999年9月24日，在卡通频道以其他形式重播至2004年，在CNX频道重播至2003年。此外，该剧还曾通过The Program Exchange syndication平台在广播网络上短期重播。

## 概述
奎斯特博士是一位著名的现象学家，他与儿子乔尼·奎斯特、养子哈德吉·辛格、保镖雷斯·班农、雷斯的女儿杰西以及宠物斗牛犬班迪特一起，调查神秘事件并探索各种异国之地。《乔尼历险记》的故事设定在经典系列的几年后，此时乔尼和他的朋友们已成为青少年。劳伦斯希望利用“现存的真实现象”——如“纳斯卡跑道、特奥蒂瓦坎遗址或或者可能存在的巨型乌贼”——来激发观众的好奇心。他强调合理性，建议编剧涵盖现实世界的谜团、神秘动物学、独特地点、伪装成副总统的外星人，以及虚构但“可信”的谜团。奎斯特一家经常进入虚拟环境“奎斯特世界”，并遭遇邪恶的杰瑞尼亚·苏尔（Jeremiah Surd）和以西结·雷吉（Ezekiel Rage）。苏尔多年前因雷斯的特警队行动而瘫痪，试图通过科技复仇；雷吉曾是政府特工，因一次失败任务被遗弃等死，企图用核恐怖主义毁灭世界。
奎斯特一家很少与“每周怪物”战斗，而是与那些因“个人目标或野心……与奎斯特博士对立”而产生冲突的反派较量。劳伦斯将这家人设定在缅因州海岸的新基地，那里有房屋、谷仓和工作间[1]。每个角色都有专属空间：奎斯特博士的图书馆、乔尼的工作间、杰西配备电脑的书房、雷斯的道场和健身房，以及哈德吉用于冥想的灯塔瞭望台。劳伦斯为奎斯特博士配备了一支涵盖空中、陆地和海上的交通工具队，包括一架20世纪40年代的双翼飞机，以及一艘名为“探索者”号的先进双体船，船上设有潜水钟，船体还可存放小型研究船。彼得·劳伦斯为《乔尼历险记》的剧本创作深感自豪，他认为“在这个领域或其他任何领域，很少有编剧真正具备视觉化写作能力”，并强调每集都“有足够的素材或潜力发展成一部电影”。

### 角色
彼得·劳伦斯将乔尼描述为处于成年边缘的“正在成长中的英雄”。他提到，乔尼拥有“直率、正直的态度”，从不内省或自我怀疑。14岁的乔尼是一个自信的问题解决者，但容易陷入麻烦。编剧将他塑造为更偏向直觉思考者而非知识分子，并通过对比他父亲的学术倾向与乔尼对雷斯大胆生活方式的喜爱来制造冲突。乔尼继承了父亲强烈的好奇心（使他成为“行走的询问者”），以及母亲“永不停歇的冒险精神”。增永隆将乔尼设计为身材瘦长、结实、擅长运动且协调性良好的形象。创意总监们将剧集核心围绕乔尼展开；塞伯特总结了这一转变：
我们决定让这部剧集更以乔尼为核心。如果你分析原版剧集，会发现它实际上是围绕奎斯特博士和雷斯展开的。乔尼只是个陪衬——毕竟，一个10岁的孩子能做什么呢？他甚至不能骑自行车离开社区。
16岁的哈德吉成为奎斯特博士的私人助理。他虽没有导师的正规教育背景，但对考古学、人类学和超自然现象有着同样强烈的兴趣。作为一名印度教徒和瑜伽修行者，他对剧中的戏剧性事件持有宿命论态度，总是“从哲学角度认为一切皆应如此”来应对各种情况。哈德吉经常引用来自不同文化和来源的智慧格言，有时让乔尼困惑不已。劳伦斯删除了哈德吉经典的心灵感应能力，使其能力与现实中的瑜伽修行相符。第一季配音演员迈克尔·本亚尔解释说：“他不再说‘辛姆，辛姆萨拉宾’之类的话了。编剧和制片人实际上研究了真实的瑜伽力量，他可以做更可信的事情。有一集里，哈德吉假装停止呼吸，让坏人以为他死了。”增永隆将哈德吉画得比经典版本更高更瘦。
15岁的杰西·班农被设定为与乔尼一样坚韧，且比他更聪明、更具思想性。她被塑造成“更偏书呆子”的角色，选择像乔尼追随雷斯那样陪伴奎斯特博士，并且“与哈德吉更合拍”。特纳将杰西定位为酷劲十足、独立自强的形象，希望她成为当代女孩的强大榜样。彼得·劳伦斯努力确保杰西不会被写成“穿裙子的男孩”，并让她比乔尼更成熟。38岁的雷斯·班农（杰西的父亲）保留了经典版本中含蓄的幽默感和无畏可靠的性格。他因与前情报机构在伦理层面的矛盾而退出政府工作。编剧提到，雷斯对杰西有着无可救药的过度保护欲，而乔尼则是“雷斯从未拥有过的儿子”。雷斯还带有美国西部口音，并且善于创造精致、生动的比喻。彼得·劳伦斯将雷斯塑造为“牛仔哲学家或哲学家战士”。编剧赋予雷斯为奎斯特团队提供体能训练和自卫教学的任务。
55岁的本顿·奎斯特博士从政府科研岗位退休后，在缅因州海岸的“奎斯特基地”开展工作。出于好奇心的驱使，他“为个人、政府和企业提供咨询”，负责调查神秘事件。他被描述为“在追求知识的过程中专注到近乎痴迷的程度”，经常陷入麻烦，因为“他对知识的渴求压倒了自我保护等更基本的本能”。杰西很欣赏他含蓄的幽默感。该剧宣传方将他概括为“仁慈的国王”原型。家庭犬班迪特也在剧中登场。劳伦斯去掉了班迪特原本滑稽的设定，强调它既听不懂英语，也无法可靠地将家人从危险境地中拯救出来。
总结团队的行为特点时，劳伦斯写道：“乔尼对危险的反应会更接近雷斯。杰西对神秘未解现象的兴趣则更接近奎斯特博士，而哈德吉来自不同文化背景，以更具精神性的方式看待生活，他的表现又截然不同。”增永隆将每个角色都设计得体格健壮、线条分明，以反映“一个更注重锻炼的社会”。弗雷德·塞伯特淡化了对于新角色会让经典系列狂热粉丝失望的担忧。他希望《乔尼历险记》能像漫画英雄的新诠释作品一样获得成功。

### 第二季改动
第二季导演拉里·休斯顿和戴维斯·多伊对剧集进行了调整，使其更接近经典系列风格。编剧格伦·利奥波德恢复了哈德吉潜在的心灵感应能力——包括弯曲汤匙和变绳戏法，因为他觉得第一季的现实主义“看起来没那么有趣”。所有角色的年龄都减少了一岁，乔尼变成了只有13岁。编剧兰斯·福克让雷斯重新承担起政府护卫职责，这一设定通过经典《探险小子》系列中间谍大师菲尔·科文（Phil Corven）的客串情节得以强化。雷斯摒弃了西部口音（福克甚至将雷斯的西部口音比作蝙蝠侠带着法国口音），奎斯特博士则恢复了标志性的红发，并展现出一定的格斗技能。福克认为杰西是“奎斯特家族所缺少的一块拼图”，利奥波德还在剧集中加入了微妙的浪漫色彩。部分粉丝对杰西的角色改动表示不满，批评她沦为穿着刻板女性化粉色服装的“遇险少女”，由乔尼多次将她从危险中解救出来。福克为自己的塑造方式辩护，称这是为了赋予她真实的人类恐惧，比如幽闭恐惧症。审查方要求第二季制作团队将枪支替换为飞镖枪，这一点在《冬季将军》一集中尤为明显。

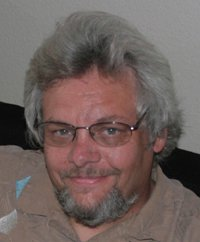
兰斯·福克（Lance Falk），第二季编剧

《乔尼历险记》第二季的编剧在创作上拥有更大自由度，引入了鬼魂、异次元空间和狂妄的阴谋等元素。利奥波德和福克试图打造一部“充满真实怪物的劲爆冒险剧”，并在叙事上进一步突出乔尼及其朋友们。尽管新团队反对“奎斯特世界”的设定，但受合同约束仍需在剧集中使用这一元素[2]。福克认为虚拟现实削弱了剧集“与现实的紧密联系”，并调侃称经历多次危险事件后，奎斯特博士早该关掉这个系统了。
编剧们重新塑造了多个经典角色，包括小贩帕夏、耶洗别·杰德、辛博士及其双胞胎女儿安娜亚和梅拉娜。福克在剧集《核子地狱》一集中为乔尼创造了一位与他同名的祖父，以此向《乔尼大冒险》创作者道格·怀尔迪致敬，同时也向威廉·汉纳的出生地新墨西哥州致敬——乔尼的祖父居住在那里。团队创作了埃斯特拉·贝拉斯克斯（Estella Velasquez）作为杰西的母亲，以修正电视电影中的设定，因为他们认为杰德永远不会结婚。编剧最终为引入新对手而杀死了反派以西结·雷吉和杰瑞尼亚·苏尔博士。福克将没有辛博士的《乔尼历险记》比作“没有幽灵党的詹姆斯·邦德”，因此在季终集里设计了经典机器人间谍，以及奎斯特博士与辛博士之间的激烈打斗。福克还计划在新剧集中恢复棕榈岛作为奎斯特家族的家园。尽管卡通频道曾承诺在季首集探索乔尼母亲雷切尔的背景故事，但最终并未续订《乔尼历险记》。

## 剧集
| 季數 | 集数 | 集数 | 首播日期       | 首播日期      |
| 季數 | 集数 | 集数 | 首映           | 季终          |
| ---- | ---- | ---- | -------------- | ------------- |
| 1    | 26   | 26   | 1996年8月26日  | 1997年1月2日  |
| 2    | 26   | 26   | 1996年12月11日 | 1997年4月16日 |

### 第一季（1996-97）
| 集數 | 標題                                                | 編劇                                                                          | | 首播日期       | 製作 代碼    |
| --- | --------------------------------------------------- | ----------------------------------------------------------------------------- | --- | -------------- | ------------ |
| 1 | 深渊极界（The Darkest Fathoms）                     | 彼得·劳伦斯和哈夫·齐梅尔（Harv Zimmel）                                       | 马克·安德鲁斯、埃吉迪奥·达尔·切莱（Egidio Dal Chele）、埃尔内斯托·瓜恩劳（Ernesto Guanlao）和罗伯特·伍德（Robert Wood） | 1996年8月26日  | H00616-94004 |
| 两百年前，冷酷无情的海盗“黑杰克·李”驾驶着他的海盗船“象牙蛛网”号沉入百慕大海底。当石油勘探人员遭到一艘显然由他担任船长的幽灵船袭击时，奎斯特博士准备派遣“奋斗石油”号展开调查。             |                                                     |                                                                               | |                |              |
| 2 | 逃亡奎斯特世界（Escape to Questworld）              | 彼得·劳伦斯和理查德·默温（Richard Merwin）                                    | 马克·安德鲁斯、戴尔·巴拉斯（Dell Barrass）、肖恩·毕晓普（Sean Bishop）、盖伊·多诺万（Guy Donovan）、厄尼·瓜恩劳（Ernie Guanlao）、昆廷·亨森（Quintin Henson）、格洛丽亚·詹金斯（Gloria Jenkins）、哈里·麦克劳克林（Harry McLaughlin）和罗伯特·伍德 | 1996年8月27日  | H00616-94021 |
| 雷斯受雇去控制芝加哥的神经毒气泄漏事件，这一事件源于多年前对杰瑞尼亚·苏尔博士的一次失败突袭所留下的隐患。当雷斯和奎斯特博士被困后，乔尼、杰西和哈吉不得不肩负起寻找这位叛逃科学家的重任。 |                                                     |                                                                               | |                |              |
| 3 | 神鹰疆域（In the Realm of the Condor）              | 彼得·劳伦斯                                                                   | 海伦·吉罗（Helene Giraud）、托马斯·萨博（Thomas Szabo）和斯科特·伍德（Scott Wood） | 1996年8月28日  | H00616-94002 |
| 奎斯特小队跟随埃斯特拉·舍勒寻找她失踪的鸟类学家祖父，最终发现了失落的黄金之城埃尔多拉多。                                                                                                 |                                                     |                                                                               | |                |              |
| 4 | 焚世天轮（Rage's Burning Wheel）                    | 迈克尔·瑞安（Michael Ryan） 故事：格伦·利奥波德（Glenn Leopold）和迈克尔·瑞安 | 里克·埃斯特拉达（Ric Estrada）、肯尼思·芒迪（Kenneth Mundie）、史蒂夫·西蒙尼（Steve Simone）、斯科特·伍德和马克·安德鲁斯 | 1996年8月29日  | H00616-94018 |
| 天启论者以西结·雷吉劫持了载有奎斯特博士和哈德吉的航天飞机。回到地球后，乔尼和杰西必须设法阻止已控制任务控制中心的雷吉的追随者们。                                                         |                                                     |                                                                               | |                |              |
| 5 | 恩多武的最后旅程（Ndovu's Last Journey）            | 迈克尔·瑞安和彼得·劳伦斯                                                      | 肯尼思·芒迪、格雷戈里·纳尔逊（Gregory Nelson）、岛村邦雄（Kunio Shimamura）和斯科特·伍德 | 1996年8月30日  | H00616-94016 |
| 乔尼、杰西与哈德吉追踪一头名叫恩多武的大象，它正返回象群墓地。途中，他们遇到了不愿等待恩多武自然死亡的偷猎者。                                                                            |                                                     |                                                                               | |                |              |
| 6 | 曼哈顿吃人魔（Manhattan Maneater）                  | 彼得·劳伦斯和理查德·T·墨菲（Richard T. Murphy）                               | 詹妮弗·于（Jennifer Yuh）、厄尼·瓜恩劳、昆廷·亨森、格洛丽亚·詹金斯和斯科特·伍德 | 1996年9月2日   | H00616-94013 |
| 在奎斯特博士、哈德吉和乔尼的纽约之行中，这座城市笼罩在一名致命杀戮者的威胁之下。他们发现凶手来自另一种“丛林”，并卷入了一场席卷全城、旨在铲除罪魁祸首的竞速之中。                          |                                                     |                                                                               | |                |              |
| 7 | 桑给巴尔东部（East of Zanzibar）                    | 彼得·劳伦斯                                                                   | 马克·安德鲁斯、肖恩·毕晓普和斯科特·伍德 | 1996年9月3日   | H00616-94001 |
| 塞舌尔共和国遭遇了捕鲸船的神秘失事和一艘潜艇的失踪。当乔尼和哈德吉在航行时被水龙卷卷走后，奎斯特博士的调查受到了阻碍。                                                                    |                                                     |                                                                               | |                |              |
| 8 | 袭击奎斯特世界（Assault on Questworld）             | 塞缪尔·格雷厄姆（Samuel Graham）、克里斯·哈贝尔（Chris Hubbell）和迈克尔·瑞安 | 肖恩·毕晓普、阿德里亚诺·冈萨雷斯（Adriano Gonzales）、格洛丽亚·詹金斯、斯科特·伍德和厄尼·瓜恩劳 | 1996年9月4日   | H00616-94036 |
| 在奎斯特博士和雷斯前往喜马拉雅山脉参加现象学会议期间，苏尔控制了哈德吉德心智作为接管奎斯特大本营计划的一部分。乔尼和杰西试图解救哈德吉。                                                  |                                                     |                                                                               | |                |              |
| 9 | 伊沙基复仇记（Ezekiel Rage）                        | 格伦·利奥波德                                                                 | 马克·安德鲁斯、盖伊·多诺万、肖恩·毕晓普和斯科特·伍德 | 1996年9月5日   | H00616-94015 |
| 一名身份暴露的间谍及其家人疑似在执行任务时遇害。但当奎斯特博士造访新墨西哥州的一个洞穴时，他发现伊沙基·雷奇——以及他对政府的愤怒——依然真切存在。                                           |                                                     |                                                                               | |                |              |
| 10 | 华盛顿外星人（Alien in Washington）                 | 彼得·劳伦斯和马修·马拉克（Matthew Malach）                                    | 马克·安德鲁斯、杰拉尔德·福顿（Gerald Forton）、昆廷·亨森、乔伊·科利茨基（Joy Kolitsky）、盖伊·多诺万、厄尼·瓜恩劳、格洛丽亚·詹金斯和斯科特·伍德 | 1996年9月6日   | H00616-94017 |
| 地外传输信号最终被证实是要求停止一系列太空实验的警告，而副总统实则是外星人。 |                                                     |                                                                               | |                |              |
| 11 | 阿那萨吉的归来（Return of the Anasazi）             | 彼得·劳伦斯                                                                   | 肯尼思·芒迪和罗伯特·伍德 | 1996年9月9日   | H00616-94003 |
| 爱丽丝·星语者持有能召唤当代科技外星始祖的阿那萨吉人信标，并遭黑衣人追捕，遂向奎斯特博士求救。博士的被俘迫使乔尼与杰西展开横穿美国的营救行动。                                             |                                                     |                                                                               | |                |              |
| 12 | 炼金术士（The Alchemist）                           | 彼得·劳伦斯 故事：基普和克恩·康威瑟（Kip and Kern Konwiser）                  | 里克·埃斯特拉达、肯尼思·芒迪、史蒂夫·西蒙尼、斯科特·伍德和马克·安德鲁斯 | 1996年9月10日  | H00616-94014 |
| 奎斯特博士受委托寻找贤者之石，据传该石能将糟粕变为黄金。但当他成功找到后，这块石头后来却被奎斯特的合作伙伴从博物馆偷走，此人想亲自尝试其功效。                                            |                                                     |                                                                               | |                |              |
| 13 | 科罗拉多河之灾（Trouble on the Colorado）           | 塞缪尔·格雷厄姆、克里斯·哈贝尔和迈克尔·瑞安                                   | 迈克尔·毛雷尔（Adrian Gonzales）、里卡多·埃斯特拉达（Ricardo Estrada）、史蒂文·西蒙尼（Steven Simone）和乔伊·科利茨基 | 1996年9月11日  | H00616-94040 |
| 爱丽丝正返回地球为祖父安葬，奎斯特博士受邀参加葬礼。在前往仪式地点的科罗拉多河急流中，潜伏着旧日仇敌与新盟友。                                                                            |                                                     |                                                                               | |                |              |
| 14 | 玛莉·瑟雷斯特号（In the Wake of Mary Celeste）      | 克里斯·特伦格罗夫（Chris Trengrove）                                          | 肖恩·毕晓普、盖伊·多诺万、厄尼·瓜恩劳、昆廷·亨森、格洛丽亚·詹金斯和詹妮弗·于 | 1996年9月12日  | H00616-94007 |
| 一个世纪前，货船“玛丽·赛勒斯特”号神秘沉没。奎斯特博士在一次寻找“玛丽·赛勒斯特”号残骸的考察中，发现马尾藻海海底有类似麦田圈的图案，并在一片没有海洋生物的区域里发现了一个船只墓地。        |                                                     |                                                                               | |                |              |
| 15 | 疯狂（AMOK）                                        | 克里斯·哈贝尔、塞缪尔·格雷厄姆和迈克尔·瑞安                                   | 里卡多·埃斯特拉达和格洛丽亚·尤-詹金斯（Gloria Yuh-Jenkins） | 1996年9月13日  | H00616-94044 |
| 在婆罗洲的一次考古探险中，奎斯特小队遇到了一种传说中会同时从四面八方发起猛烈攻击的巨型生物。随后他们发现，人类或许才是更可怕的野兽……                                                      |                                                     |                                                                               | |                |              |
| 16 | 被围困在天堂（Besieged in Paradise）                | 克里斯·哈贝尔、塞缪尔·格雷厄姆和迈克尔·瑞安                                   | 里卡多·埃斯特拉达、史蒂文·西蒙尼、罗密欧·弗朗西斯科（Romeo Francisco）和盖伊·多诺万 | 1996年9月16日  | H00616-94038 |
| 杰瑞尼亚·苏尔接入并控制了鯨豚類的通讯频段，促使全球的鲸豚类发起猛烈攻击。奎斯特团队寻求哈维尔船长的帮助来阻止萨德。                                                                       |                                                     |                                                                               | |                |              |
| 17 | 松林荒地的幽灵（The Spectre of the Pine Barrens）   | 马修·马拉克                                                                   | 厄尼·瓜恩劳、昆廷·亨森、岛村邦雄和斯科特·伍德 | 1996年9月17日  | H00616-94005 |
| 奎斯特博士、强尼和哈德吉前往新泽西州调查泽西恶魔，却意外卷入红衫军与义勇军后裔之间持续两百年的纷争，冲突围绕着美国《独立宣言》原稿展开。                                                  |                                                     |                                                                               | |                |              |
| 18 | 英雄（Heroes）                                      | 马修·马拉克和彼得·劳伦斯                                                      | 迈克尔·毛雷尔、盖伊·多诺万、里克·埃斯特拉达、乔伊·科利茨基、史蒂夫·西蒙尼和斯科特·伍德 | 1996年9月18日  | H00616-94025 |
| 尽管头部破损，奎斯特团队从希腊追回的一尊阿波罗雕像仍预示着一项重要的考古发现——这肯定会引起杰瑞尼亚·苏尔的注意，他对这座纪念碑自有图谋。                                                   |                                                     |                                                                               | |                |              |
| 19 | 贝儿·博内特的歌谣（The Ballad of Belle Bonnet）     | 彼得·劳伦斯和迈克尔·瑞安 故事：威尔·贾维斯（Will Jarvis）                     | 詹妮弗·于、罗伯特·伍德和盖伊·多诺万 | 1996年9月19日  | H00616-94011 |
| 几个世纪前，一名女贼偷了一马车黄金，想帮助一所印第安学校维持办学，但这批黄金和女贼都消失在了美国沙漠下方的巨大洞穴中。乔尼发现，她的幽灵仍在守护着这批宝藏。                              |                                                     |                                                                               | |                |              |
| 20 | 在月之暗夜（In the Darkness of the Moon）           | 彼得·劳伦斯、迈克尔·瑞安和迈克尔·毛雷尔（Michael Maurer）                     | 阿曼多·卡里略（Armando Carrillo）、里克·埃斯特拉达、迈克尔·毛雷尔和史蒂夫·西蒙尼 | 1996年9月23日  | H00616-94020 |
| 加拿大北部发生的狼人袭击事件吸引奎斯特小队前往调查。雷斯与一位迷人的内陆医生坠入爱河，却发现她竟是某狼人家族最后的女性后裔。                                                              |                                                     |                                                                               | |                |              |
| 21 | 摩耶雕像的秘密（The Secret of the Moai）            | 约翰·佩林斯基（John Pelinski）                                                | 里克·埃斯特拉达、史蒂夫·西蒙尼、盖伊·多诺万和罗伯特·伍德 | 1996年9月24日  | H00616-94046 |
| 数千年前，猿类与人类之间缺失的进化环节是由拥有听觉DNA改造技术的外星人设计的。当奎斯特博士在复活节岛发现一艘外星飞船时，苏尔进行了退化实验，将奎斯特博士和雷斯·班农变成了猿类。            |                                                     |                                                                               | |                |              |
| 22 | 坤布的探险（Expedition to Khumbu）                  | 彼得·劳伦斯和哈夫·齐梅尔                                                      | 布莱恩·安德鲁斯、肖恩·毕晓普、盖伊·多诺万、埃尔内斯托·瓜恩劳、昆廷·亨森和斯科特·伍德 | 1996年9月25日  | H00616-94006 |
| 一位同事为独占证明雪人存在的功劳而背叛了奎斯特博士，导致他在尼泊尔山区的雪崩中几乎失踪；当他的家人开始搜寻时，也面临着类似的危险命运。                                                    |                                                     |                                                                               | |                |              |
| 23 | 冰在烧（Ice Will Burn）                             | 彼得·劳伦斯、迈克尔·瑞安 故事：彼得·劳伦斯、本·施瓦茨（Ben Schwartz）         | 肖恩·毕晓普、爱德华·林（Edward Lin）和盖伊·多诺万 | 1996年9月26日  | H00616-94028 |
| 在为奎斯特博士执行西伯利亚的运送任务时，杰西·班农与奎斯特喷气式飞机坠向地球，冲破冰层后降落在一个巨大的地下世界。在那里，她被尊为将恢复火山热度的人。                                     |                                                     |                                                                               | |                |              |
| 24 | 伊沙基的复仇（Future Rage）                         | 格伦·利奥波德                                                                 | 托马斯·萨博、盖伊·多诺万 | 1996年10月29日 | H00616-94019 |
| 伊沙基偷走了一枚紧凑型热核装置，并计划以此融化极地冰盖。团队驾驶“奎斯特雪橇”出发阻止他的计划，却未意识到天空中的北极光将成为他们最强大的武器。                                            |                                                     |                                                                               | |                |              |
| 25 | 鳄鱼和北欧海盗（Alligators and Okeechobee Vikings） | 彼得·劳伦斯 故事：本·施瓦茨                                                   | 布莱恩·安德鲁斯、马克·安德鲁斯和斯科特·伍德 | 1996年11月1日  | H00616-94010 |
| 一群身着鳄鱼潜水服的维京人强登钻井平台实施破坏。他们被误判为环保极端分子，由此引发奎斯特博士介入调查。当乔尼与哈德吉乘坐的气垫船在沼泽失踪后，博士发现这些维京人竟是他最微不足道的麻烦。  |                                                     |                                                                               | |                |              |
| 26 | 死里逃生（To Bardo and Back）                       | 彼得·劳伦斯、迪恩·卡卡莫（Dean Caccamo）和迈克尔·瑞安                         | 迈克尔·毛雷尔、里克·埃斯特拉达、史蒂夫·西蒙尼、盖伊·多诺万、乔伊·科利茨基和斯科特·伍德 | 1997年1月2日   | H00616-94039 |
| 通过观察乔尼练习，苏尔得知小队将参加一场牛仔竞技表演，于是利用一头疯牛使雷斯严重受伤。当奎斯特博士尝试在“奎斯特世界”中奇迹般地修复损伤时，风险进一步升级。                                |                                                     |                                                                               | |                |              |

### 第二季（1996-97）
| 集數 | 標題                                        | 編劇                                                               | | 首播日期       | 製作 代碼    |
| --- | ------------------------------------------- | ------------------------------------------------------------------ | --- | -------------- | ------------ |
| 27 | 马伦克木乃伊之谜（The Mummies of Malenque） | 格伦·利奥波德                                                      | 里克·埃斯特拉达, 肯尼思·芒迪、史蒂夫·西蒙尼, 斯科特·伍德和马克·安德鲁斯                                                 | 1996年12月11日 | H00616-94049 |
| 雷斯带队前往哥伦比亚，从正在与母亲埃斯特拉度假的杰西那里接她。埃斯特拉一直在研究灭绝的马伦克文明——其木乃伊蕴藏着一个黑暗而危险的秘密。                                                               |                                             |                                                                    | |                |              |
| 28 | 怒焰岩渊（Rock of Rages）                   | 兰斯·福尔克（Lance Falk）                                          | 弗朗西斯科·巴里奥斯（Francisco Barrios）、罗密欧·弗朗西斯科和唐·曼努埃尔（Don Manuel）                                  | 1996年12月12日 | H00616-94051 |
| 奎斯特团队前往捷克，协助翻译一件据信是控制魔像的钥匙的文物。他们与一名前克格勃特工发生冲突，该特工决心重新激活魔像以推翻政府。                                                                       |                                             |                                                                    | |                |              |
| 29 | 血源咒（Bloodlines）                        | 格伦·利奥波德                                                      | 阿曼多·卡里略和宋肖恩（Sean Song）                                                                                      | 1996年12月13日 | H00616-94050 |
| 循着令人不安的童年记忆线索，哈德吉、雷斯、乔尼和杰西飞往加尔各答寻找帕夏·佩德勒。他们发现帕夏的店铺已被图基教捣毁，而随后的追踪揭开了哈德吉身世的真相。                                              |                                             |                                                                    | |                |              |
| 30 | 勇破难关（Race Against Danger）             | 兰斯·福尔克                                                        | 罗密欧·弗朗西斯科、库尔特·康纳（Kurt Conner）、唐·曼努埃尔、宋肖恩和乔治·布克（George Booker）                          | 1996年12月16日 | H00616-94052 |
| 雷斯·班农带队前往Intelligence One训练场考察新型隐形面具技术。但此时一个意想不到的老对手出现了。乔尼和雷斯必须穿越障碍训练场为生存而战。                                                              |                                             |                                                                    | |                |              |
| 31 | 外星来的大脚印（The Dark Mountain）         | 格伦·利奥波德                                                      | 阿曼多·卡里略、宋肖恩和达尼洛·布兰迪（Danilo Bulandi）                                                                  | 1996年12月17日 | H00616-94008 |
| 大脚怪在奎斯特基地里逍遥法外，更重要的是，它偷电子元件的目的成谜。奎斯特团队合力在猎人们捕获大脚怪之前找出答案。                                                                                     |                                             |                                                                    | |                |              |
| 32 | 灵魂交换机（Cyberswitch）                   | 格伦·利奥波德                                                      | 罗密欧·弗朗西斯科、唐·曼努埃尔、宋肖恩和斯科特·伍德                                                                     | 1996年12月18日 | H00616-94009 |
| 在驾驶智能汽车时，雷斯和乔尼被抓获并被带到杰瑞尼亚·苏尔面前，苏尔的新发明使他能够控制雷斯的身体。他们尝试及时警告奎斯特博士，并逆转这一过程了。                                                      |                                             |                                                                    | |                |              |
| 33 | 海底危机（Undersea Urgency）                | 兰斯·福尔克                                                        | 阿曼多·卡里略和肖恩·毕晓普                                                                                              | 1996年12月19日 | H00616-94012 |
| 一次海震将一群凶残的两栖动物释放到了一座即将完工的水下研究设施中。 |                                             |                                                                    | |                |              |
| 34 | 报应（Nemesis）                             | 格伦·利奥波德                                                      | 唐·曼努埃尔、丹·维森迈耶（Dan Veesenmeyer）、罗密欧·弗朗西斯科、肖恩·杨（Sean Young）、弗朗西斯科·巴里奥斯、肖恩·毕晓普 | 1996年12月20日 | H00616-94022 |
| 津恩博士归来，篡改了本顿·奎斯特博士的卫星设计，并以此勒索全球。 |                                             |                                                                    | |                |              |
| 35 | 基因的世界末日（DNA Doomsday）              | 罗伯特·古德曼（Robert Goodman）和格伦·利奥波德 故事：罗伯特·古德曼 | 阿曼多·卡里略、宋肖恩和肖恩·杨                                                                                          | 1996年12月23日 | H00616-94024 |
| 在测试某军事设施防御系统的模拟过程中，一台生物计算机失控了。 |                                             |                                                                    | |                |              |
| 36 | 遇鬼记（Ghost Quest）                       | 格伦·利奥波德                                                      | 罗密欧·弗朗西斯科、里克·埃斯特拉达、唐·曼努埃尔和宋肖恩                                                                 | 1996年12月25日 | H00616-94026 |
| 乔尼、杰西与哈德吉驾驶新型「探索者二号」飞赴新斯科舍省途中，发现一座浓雾笼罩的神秘岛屿。岛上不仅驻守着诡秘看守人，更充斥着超自然异象，深埋着悲情往事。                                               |                                             |                                                                    | |                |              |
| 37 | 地下核子世界（Nuclear Netherworld）         | 兰斯·福尔克和奇普·巴卢（Chip Baloo）                               | 阿曼多·卡里略、宋肖恩和肖恩·毕晓普                                                                                      | 1996年12月26日 | H00616-94023 |
| 在乔尼拜访他在牧场的爷爷道格时，乔尼和哈德吉发现附近的一个生物穹顶实验实际上是为一株可炼制武器级铀的植物做掩护。                                                                                     |                                             |                                                                    | |                |              |
| 38 | 月蚀（Eclipse）                             | 格伦·利奥波德                                                      | 泰特·伊斯特伍德（Tate Eastwood）、弗朗西斯科·巴里奥斯、罗密欧·弗朗西斯科、唐·曼努埃尔和宋肖恩                           | 1996年12月27日 | H00616-94030 |
| 团队抵达新奥尔良观测月食时，计划因神秘女子突生变故。她这名女子自称遭银弹武装的陌生人追捕，魅惑哈德吉后提议将观月点移至其庄园。                                                                       |                                             |                                                                    | |                |              |
| 39 | 毫无痕迹（Without a Trace）                 | 迈克尔·瑞安 故事：梅洛迪·福克斯（Melody Fox）                      | 阿曼多·卡里略、宋肖恩和巴林顿·邦斯（Barrington Bunce）                                                                  | 1996年12月30日 | H00616-94034 |
| 空军一号已被劫持，政府将奎斯特博士作为主要嫌疑人逮捕。乔尼和伙伴们奋力寻找这架飞机，并与苏尔展开对抗，后者配备了其臭名昭著的神经毒气和“奎斯特世界”游戏中的诡计。                                     |                                             |                                                                    | |                |              |
| 40 | 被诅咒的村落（Village of the Doomed）       | 格伦·利奥波德                                                      | 阿曼多·卡里略 | 1996年12月31日 | H00616-94031 |
| 在英国驱车前往飞蝇钓之旅的途中，乔尼和奎斯特博士遭到一名颈部植入微芯片的疯狂男子袭击。他们在宁静的威奇福德小镇休养，期间受到一位芯片制造商的密切监视……                                               |                                             |                                                                    | |                |              |
| 41 | 黑暗哨兵（Dark Sentinel）                   | 迈克尔·瑞安 故事：迈克尔·瑞安和梅洛迪·福克斯                       | 格雷戈里·加西亚（Gregory Garcia）、罗密欧·弗朗西斯科和唐·曼努埃尔                                                       | 1997年2月10日  | H00616-94029 |
| 在喀麦隆，奎斯特博士希望深入了解一种受砍伐威胁的具有再生能力的树液。当一位研究人员的儿子失去意识，且一个古老部落的守护者出现时，所有相关人员都陷入了危险之中。                                       |                                             |                                                                    | |                |              |
| 42 | 另一空间（Other Space）                     | 兰斯·福尔克                                                        | 罗密欧·弗朗西斯科、巴林顿·邦斯、唐·曼努埃尔和弗朗西斯科·巴里奥斯                                                        | 1997年2月11日  | H00616-94027 |
| 在奎斯特博士的理论帮助下，戴安娜·克鲁兹教授打开了通往另一个维度的传送门。当团队抵达评估研究成果时，来自异界的闯入者出现，企图宣称对地球的所有权。                                                    |                                             |                                                                    | |                |              |
| 43 | 数位复制人（Digital Doublecross）           | 格伦·利奥波德                                                      | 阿曼多·卡里略和巴林顿·邦斯                                                                                              | 1997年2月12日  | H00616-94035 |
| 在一场悬浮滑板比赛结束后，乔尼和杰西立即加载了《奎斯特世界》游戏中的《超级奎斯特》来一决胜负。但当苏尔植入的休眠病毒扭曲了游戏后，赌注就不再仅仅是吹嘘的资本了。                                     |                                             |                                                                    | |                |              |
| 44 | 心灵空间（Thoughtscape）                    | 兰斯·福尔克                                                        | 罗密欧·弗朗西斯科、宋肖恩、唐·曼努埃尔、巴林顿·邦斯和卡洛斯·莱莫斯（Carlos Lemos）                                      | 1997年2月13日  | H00616-94033 |
| 从电影院返家途中被苏尔拦截后，杰西在奎斯特大院里横冲直撞直至昏倒。乔尼和奎斯特博士能否解除她潜意识中的洗脑程序——还是苏尔终将成功复仇？                                                               |                                             |                                                                    | |                |              |
| 45 | 班格拉猎鹰（The Bangalore Falcon）          | 格伦·利奥波德                                                      | 阿曼多·卡里略和巴林顿·邦斯                                                                                              | 1997年2月14日  | H00616-94037 |
| 在拜访哈德吉时，团队乘坐帕夏的新直升机兜风，途中发现了一种被认为已灭绝的稀有猎隼。随后宫殿发生的盗窃案表明，对这只猎隼及其神秘栖息地感兴趣的不止他们。                                               |                                             |                                                                    | |                |              |
| 46 | 钻石与宝石（Diamonds and Jade）             | 肖恩·麦克劳克林（Shaun McLaughlin）和兰斯·福尔克                   | 罗密欧·弗朗西斯科、宋肖恩、唐·曼努埃尔和雷切尔·布伦纳（Rachel Brenner）                                                 | 1997年3月14日  | H00616-94032 |
| 一颗著名的印尼宝石失踪，三名珠宝买家离奇死亡。雷斯、乔尼和杰西携手杰泽贝尔·杰德在雅加达街头追查宝物下落；他们面对的对手并非窃贼本身，而是窃贼背后的黑暗势力。                                        |                                             |                                                                    | |                |              |
| 47 | 昨日边缘（The Edge of Yesterday）           | 迈克尔·瑞安                                                        | 阿曼多·卡里略和巴林顿·邦斯                                                                                              | 1997年3月17日  | H00616-94041 |
| 伊沙基将一枚热核炸弹植入地壳两英里深处时，他将世界推向了毁灭的命运。随着世界末日逼近，乔尼、杰西和哈德吉不得不启用奎斯特博士的最后方案——时光传送门“瑞秋”。                                           |                                             |                                                                    | |                |              |
| 48 | 灵魂奏鸣曲（The Haunted Sonata）            | 格伦·利奥波德                                                      | 罗密欧·弗朗西斯科、唐·曼努埃尔和马克·帕切拉（Mark Pacella）                                                             | 1997年3月18日  | H00616-94042 |
| 乔尼和杰西在布拉格出席弗朗茨·邓切克作品的演奏会时，一架被“附身”的钢琴冲破观众席。不久后，人们在宫殿的地下墓穴中发现了一首失传的奏鸣曲，但那些大厅里还藏着一个更为黑暗的秘密……                        |                                             |                                                                    | |                |              |
| 49 | 冬将军（General Winter）                    | 兰斯·福尔克                                                        | 阿曼多·卡里略和巴林顿·邦斯                                                                                              | 1997年3月26日  | H00616-94043 |
| 共产主义空想家沃斯托克将军卷土重来，试图利用冬季本身的力量。他凭借冰的力量迫使奎斯特博士打造完美武器；乔尼能否潜入其基地并逃脱沃斯托克的冰冷掌控？                                                   |                                             |                                                                    | |                |              |
| 50 | 忍者之夜（Night of the Zinja）              | 格伦·利奥波德                                                      | 罗密欧·弗朗西斯科、唐·曼努埃尔和弗朗西斯科·巴里奥斯                                                                     | 1997年4月14日  | H00616-94045 |
| 津恩博士在临终之际，命令女儿们实现他的梦想，铲除奎斯特家族。计划始于一个机器人在东京袭击雷斯及其团队，以夺回奎斯特博士的运动原型。然而，事实证明这只是一场考验——若他离世，此举旨在测试女儿们的能力。 |                                             |                                                                    | |                |              |
| 51 | 蜘蛛间谍（The Robot Spies）                 | 兰斯·福尔克                                                        | 罗密欧·弗朗西斯科、弗朗西斯科·巴里奥斯、唐·曼努埃尔和雷切尔·布伦纳                                                      | 1997年4月15日  | H00616-94048 |
| 津恩博士重启了他的机器人间谍，对奎斯特基地发动袭击，并在过程中绑架了乔尼、杰西及其母亲埃斯特拉。奎斯特博士和雷斯与杰德联手潜入津恩的巢穴，但他们的到来早已在对方的预料之中。                         |                                             |                                                                    | |                |              |
| 52 | 鬼屋惊魂（More Than Zero）                  | 迈克尔·瑞安                                                        | 阿曼多·卡里略和巴林顿·邦斯                                                                                              | 1997年4月16日  | H00616-94047 |
| 雷斯、奎斯特博士、乔尼以及哈德吉前往一所威尼斯古宅，意图验证超自然科学家们的理论主张与实验装置真伪。谁知实验装置意外唤醒了邪恶实体，情势急转直下。                                                   |                                             |                                                                    | |                |              |

## 演员表
《乔尼历险记》第一季的配音阵容包括：J.D.罗斯为乔尼配音，乔治·西格尔为奎斯特博士配音，罗伯特·帕特里克为雷斯配音，杰西·道格拉斯（Jesse Douglas）为杰西配音，迈克尔·本亚尔为哈德吉配音，资深配音演员弗兰克·维尔克和迈克尔·贝尔则分别为班迪特、杰瑞尼亚·苏尔博士和以西结·雷吉配音。作为原版剧集的童年粉丝，J.D.罗斯被特纳对新系列的愿景所吸引，迅速接受了乔尼这一角色。罗斯被乔尼的“明星气质”所吸引，并认可将其塑造为一个没有超能力的真实孩子。他喜欢乔尼那富有感染力的热情和冲动的敏捷。罗斯还欣赏该剧的教育属性，这也是他曾试图在自己的个人电视试播节目中融入的元素。当被问及如何演绎乔尼与父亲的关系时，他评论道：“乔尼对父亲着迷。他敬仰父亲，认为父亲是世界上有史以来最聪明的人。他和父亲有着典型的青少年与父母的关系，但父亲显然在他身上看到了特别之处。奎斯特博士知道乔尼将会成为非常特别的人。”迈克尔·本亚尔也很享受扮演哈德吉的过程：“这是少数几个非反派的种族角色之一。我的意思是，电视上出现过多少东印度英雄？哈德吉是为那些敏感的孩子们而存在的。他是我们所有人心中的局外人。”作为《星球大战》的粉丝，本亚尔很高兴能在《秃鹰之境》一集中与马克·哈米尔合作。彼得·劳伦斯对印度裔配音演员的要求被视为“多民族选角的罕见案例”。
制片人在为杰西·班农选角时颇费周折。彼得·劳伦斯最终选中了杰西·道格拉斯（Jesse Douglas），他认为道格拉斯身上体现了杰西的活力与智慧——“（杰西·道格拉斯）充满无穷的能量，巨大的能量，她是那种能胜任杰西所有特质的女性——你知道，擅长运动、聪明，等等。”道格拉斯积极的生活方式给劳伦斯留下了深刻印象，她擅长芭蕾、马术和网球。当被问及加入该角色的感受时，道格拉斯表示：“如果我让任何人失望了，我会很难过。杰西很酷，她不是那种整天抱怨的女孩。如果说有什么的话，她是推动其余故事情节发展的绝佳跳板。”罗斯对她表示支持，称“乔尼尚未对女孩产生兴趣，但当他开始关注时，杰西会是他想亲近的类型……我认为他们之间会有故事发生，但目前杰西是他最好的朋友。”汉纳-巴伯拉总裁弗雷德·塞伯特对此表示赞同，并暗示两人成年后“可能会有类似屈賽和赫本那样的关系发展”。特纳联系了乔治·西格尔，让他试镜奎斯特博士一角。西格尔评价该剧“真正充满了家庭氛围……我以前从未见过这样的作品，这非常了不起。”
汉纳-巴伯拉买断了第一季演员的合同，并为第二季聘请了新演员。第二季配音阵容包括：昆顿·弗林为乔尼配音，约翰·德·兰西为奎斯特博士配音，格兰维尔·范·杜森（开头两集）和罗伯特·福克斯沃斯为雷斯配音，詹妮弗·黑尔为杰西配音，罗布·保尔森为哈德吉配音。保尔森曾在《乔尼大冒险新历险记》和两部《乔尼大冒险》电视电影中为哈德吉配音。唐·梅西克受雇重新演绎奎斯特博士的经典角色，但在早期录音期间因中风被迫退休。范·杜森曾在1986年的《乔尼大冒险》系列中为班农配音，福克斯沃斯在为奎斯特博士试镜后接过了雷斯一角。弗兰克·维尔克、迈克尔·贝尔和B·J·沃德在第二季中分别继续为班迪特、苏尔、雷吉和“奎斯特世界”人工智能艾瑞丝配音。这些选角变动在剧集首播时已公开；弗雷德·塞伯特希望“观众察觉不出”各季之间的差异。
在这两季中，一些著名的客串明星包括凯文·康罗伊、厄尔·博恩、克蘭西·布朗、罗伯特·伊藤、詹姆斯·重田、艾琳·贝达德、刘玉玲、布罗克·彼得斯、特里斯坦·罗杰斯、爱德华·阿斯纳、朱利安·山德斯、马伊姆·拜力克、馬克·漢米爾、安德里亚斯·凯特苏拉斯、傑弗里·塔伯、多利安·海伍德、克莱夫·雷维尔、肯尼斯·马尔斯、尼克·奇兰德、乔治·肯尼迪、克莱德·草津、迪恩·琼斯、托马斯·吉布森、莎拉·道格拉斯、塔西亚·瓦伦扎和卡尔·伦布利等。第二季的编剧兰斯·福克也后悔没有考虑让资深配音演员约翰·斯蒂芬森来客串配音，他是奎斯特博士的首位配音演员。

## 营销
特纳发起了一场大规模营销活动以推广《乔尼历险记》，旨在覆盖80%的美国6至11岁儿童。特纳旗下每个电视网投入500万至700万美元，总推广费用达2000万美元；该公司与33家授权商签约。另有报道称预算为4000万美元，《营销周刊》估计该剧首播获得3亿美元的周边商品支持。1995年《华尔街日报》将《乔尼历险记》称为“值得关注的IP”；《人物》和《好管家》杂志认为它必定会成为爆款。特纳提供了数字化和装订版风格指南，其中包含《乔尼大冒险》的艺术作品集、着色说明和产品创意。数字化风格指南耗资10万美元制作，被认为是同类首创，内容包括字体、标志、角色插画、周边产品模型、语音片段及其他互动内容。汉纳-巴伯拉推出了Questworld.com作为该剧的互联网中心，网站内容模拟由奎斯特团队成员撰写。为配合剧集的教育性和现实世界设定，该网站提供了学术、考古和探险类网站的链接。截至1996年夏季，特纳已宣布32家授权商。
特纳通过丰富多样的产品对《乔尼历险记》进行营销，并将其宣传活动视为未来剧集的典范。1995年，玩具公司Galoob获得了人偶授权许可，并于1996年秋季推出了包含载具、人偶和微型机器模型的产品线。特纳认为Galoob的加入让《乔尼大冒险》的营销计划更具可信度，随后又与必胜客及食品零售商达成合作。品斯乐在超2000万份产品包装上提供了即将发售的《乔尼历险记》录像带3美元邮寄返现券、陈列竞赛和即时优惠券。金宝汤公司在600万罐装意面上附赠了六款全息迷你海报，这些海报于1997年获得印刷行业奖项。通用磨坊在蜂蜜坚果麦圈和肉桂吐司脆的包装盒上推出了T恤及其他商品的兑换活动。剧集开播期间，超过五千家必胜客餐厅举行为期两个月的随餐赠送人偶活动。Galoob的玩具未能在海外打开市场，并于1997年停产。
Upper Deck公司利用第一季的艺术作品、草图和剧情创作了一套60张的卡片收藏系列。特纳还推出了印有“奎斯特”标志的Zebco钓鱼竿进行营销。Kid Rhino公司根据《阿纳萨齐归来》一集制作了盒式音频冒险故事。该剧片尾字幕曾宣传由Rhino公司发行的原声带，但从未进行销售或其他推广。特纳在“奎斯特冒险超值包”优惠券目录中列出了多款产品。
营销人员将经典的《乔尼历险记》周边商品与推广活动结合，与戴斯酒店、好莱坞星球餐厅和小黛比零食蛋糕合作推出经典汉纳-巴伯拉促销活动，并为“网络昆虫”玩具和经典剧集提供返现优惠。这场营销活动以发行八部《乔尼历险记》第一季剧集的VHS录像带达到高潮。特纳还推出了两集激光影碟版剧集。大都会报纸与特纳合作，通过摸彩袋赠品活动推广这些影像制品。特纳通过多家国际经销商销售周边商品，仅亚太地区预计每年就能实现6000万美元的利润。
萨伏伊国际品牌公司负责南美地区的分销，业务覆盖阿根廷、智利、秘鲁、危地马拉、洪都拉斯、巴拿马、委内瑞拉、厄瓜多尔和哥伦比亚的75万家零售网点。1996年底，特纳在欧洲授权博览会的鸡尾酒会上推出了《乔尼历险记》系列，并在接下来的六个月里通过欧洲9万家零售网点发售相关商品。版权促销授权集团负责英国地区的授权业务。特纳通过许可协议确保零售商不得对《乔尼历险记》商品进行折扣销售。这一营销举措的规模之大，引发一位报纸评论员质疑：“《乔尼历险记》系列回归是因为其酷到不朽，还是因为其知名度太高而不能浪费作为授权产品的价值？”特纳担心过度营销可能会让品牌透支，因此在剧集播出周期内对商业推广进行了节奏把控。汉纳-巴伯拉总裁弗雷德·塞伯特对销量和市场表现寄予厚望：
这部新剧集开启了一项多维度的全球节目制作、营销和周边开发计划……该IP仍具有极高的认知度，我们认为它能够取得成功，原因在于其制作水准、在于它讲述了真实的人解决真实问题的故事，更在于它是开创这一题材的经典IP。
黑马漫画公司在该剧首播期间推出了一个12期的漫画系列，希望借此提升书店客流量并促进交叉销售。编辑菲尔·阿玛拉向粉丝们保证，漫画中将包含对经典《乔尼大冒险》的致敬内容。《真实冒险》系列由凯特·沃利创作，弗朗西斯科·洛佩兹负责插画，客座作家和艺术家也定期为该系列供稿。艾斯纳奖得主保罗·查德威克是《乔尼大冒险》的终身粉丝，他为最后一期绘制了封面，画面描绘了乔尼潜入复活节岛一个洞穴的场景。黑马漫画与玩具公司Galoob合作，将漫画店定位器电话号码和预览网址随小雕像一同发放。该公司还通过邮寄优惠的方式宣传并发行了三期特别系列，成功带动800多万盒蜂蜜坚果麦圈的销售。在该系列正式发行前，黑马出版社已推出三本与现有产品捆绑包装的两页“迷你冒险”小册子。1997年初，黑马漫画还与匡威合作开展了一场宣传活动，让一位粉丝出现在《乔尼大冒险》漫画中。
特里·比森及其他以“布拉德·昆汀”为化名的创作者们推出了11部以冒险和虚拟现实为主题的原创中篇小说。评论家认为，这些书籍可能吸引孩子们尤其是对科技感兴趣的孩子开始阅读。书籍注明格雷戈里·本福德担任该剧科学顾问，每部中篇小说均附有他撰写的后记，对未来技术发展进行猜想。这些中篇小说的封面和内页插画均采用了第一季的设计。只有部分漫画和涂色书使用了第二季的设计，如黑马漫画的《混沌倒计时》，其中出现了沃斯托克将军。特纳直到2004年4月才再次对该剧进行营销，当时华纳家庭视频将《逃向奎斯特世界》和《科罗拉多风云》两集作为《电视首播DVD：乔尼大冒险乔尼历险记》迷你DVD发行。

### 罗斯威尔掩盖事件
维珍音像公司为该系列制作了一款名为《罗斯威尔掩盖事件》的冒险游戏，于1996年8月发行。这款游戏在开发阶段名为《逃离奎斯特世界》，制作成本为100万美元。维珍负责所有营销、销售和分销工作，特纳则进行交叉推广。开发者从第一季的六集内容中复用了50分钟的镜头和美术素材，构建了一个新故事：奎斯特家族收集外星文物，并从五角大楼的解剖中拯救一名外星人。杰瑞尼亚·苏尔博士和泰勒将军手下的黑衣人计划滥用这项技术，并试图阻碍奎斯特一家。游戏玩法包括点击场景图像中的区域来导航路径。玩家有时会遇到迷你游戏，例如引导潜水钟避开岩石或用弹弓射击老鼠。维珍还设计了某些需要使用随包装附赠的Chromatek立体塑料眼镜观看的片段。
维珍公司估计，这款游戏可为成人提供20-25小时的游戏时长，儿童则可达80-100小时。除迈克尔·本亚尔为哈德吉配音和查尔斯·豪尔顿（Charles Howerton）为奎斯特博士配音外，第二季的配音演员为游戏提供了所有语音。游戏音乐采用“高强度管弦乐风格”，但易显单调。一位评论家称赞《罗斯威尔掩盖事件》“娱乐性强且内容多样”，但遗憾其重玩价值低且缺乏难度模式。评论家对游戏谜题评价不一，有人称其“巧妙”，也有人认为“简单”。《计算机生活》的彼得·西斯柯（Peter Scisco）和《家庭电脑》的测试人员批评部分谜题依赖“反应力而非逻辑思考”。
《娱乐周刊》给这款游戏打了B+，称其谜题“缺乏想象力……是对《吃豆人》的抄袭和愚蠢的拼图游戏”。西斯柯欣赏游戏的非暴力内容以及将杰西塑造为强势女性角色的设定，但认为外星人故事过于老套。《悉尼先驱晨报》的一位作者提醒，容易受惊吓的儿童不宜购买这款游戏，但推荐给喜欢智力挑战的人。

### 其他促销活动
特纳、TBS电视台与假日酒店合作举办了一场征文比赛，作为“安全美国基金会”发起的“安全探索”活动的一部分。1996年10月9日至11月4日期间，相关宣传广告鼓励孩子们撰写关于重要安全问题和个人安全的文章。由公共安全和社区领袖组成的评审团选出了优胜者，并授予其“美国最安全儿童”的称号。TBS将优胜者的文章发布在其网站的儿童板块，并邀请其在1997年帕萨迪纳玫瑰花车游行中担任《乔尼历险记》主题花车的嘉宾。二等奖获得者则获得了自行车头盔、T恤以及乔尼大冒险领针。1997年2月，特纳举办了一场名为“奎斯特世界冒险”的国际比赛，大奖为7月前往“秘密岛屿”（牙买加）参与一场模拟戏剧场景的旅行。
在收视统计周期间，广告指示粉丝将剧集中出现的地理目的地邮寄过来。广告通过时代华纳旗下的电视频道、《儿童体育画报》、DC漫画出版物、广播电台和华纳兄弟商店投放。此次竞赛标志着美国卡通频道、TNT欧洲台、欧洲卡通频道、亚洲卡通频道和拉丁美洲卡通频道首次联合开展单一促销活动。特纳鼓励当地有线电视运营商提交自有广告，174个有线电视系统共生成3.4万条广告，获得总计340万美元的跨频道媒体支持。5万名儿童（平均年龄10岁）参与了竞赛，其中2万份回答正确。特纳从美国选出10名观众，从拉丁美洲和亚洲选出9名作为大奖得主。他们和另外200人获得了以《乔尼大冒险》为主题的冒险包，包括背包、手电筒和警报器、旅行日志、钢笔、T恤和荧光棒。卡通频道在一期特别节目中播出了获奖儿童的名字，节目中杰瑞尼亚·苏尔博士发出了“个人威胁”。
获奖者可携带最多三名家庭成员前往牙买加奥乔里奥斯，行程所有费用均由主办方承担。策划方在出发前不久才公布目的地。在牙买加，孩子们需要阻止苏尔博士寻找牙买加的“Irie”石，以此对抗他的“环境恐怖主义”。孩子们通过看似由乔尼·奎斯特撰写的电子邮件获取任务线索。电视网员工假扮成孩子们的盟友，准备线索、埋藏宝藏，并举办烧烤派对、雷鬼音乐会和漂流活动。参与者在白河、邓恩河瀑布和普罗斯佩克特种植园寻找石块，主办方对活动过程进行了拍摄，可能用于未来的宣传。此次冒险的核心是脑力挑战和谜题，参与者还了解了牙买加的历史和生态。这次活动使该剧在2月收视统计周的收视率翻倍，Questworld.com的点击量增长了两倍。《品牌周刊》授予其年度全球营销推广最高荣誉。

## 家庭媒体
1996年10月8日，特纳家庭娱乐公司和卡通频道视频系列以VHS格式发行了该系列的全部四卷录像带——《炼金术士》《 rage's burning wheel》《最深的深海》和《逃向奎斯特世界》，每盒录像带包含两集正片以及《卡通真奇妙！》系列的两部特别短片。2004年4月，华纳家庭视频仅将《逃向奎斯特世界》以MiniDVD格式发行；随后，华纳家庭视频（通过汉纳-巴伯拉动画和华纳兄弟家庭娱乐）于2009年2月17日在北美地区（1区）以DVD形式推出前13集，即《乔尼大冒险乔尼历险记》第一季第一卷。2012年3月27日，华纳典藏将《乔尼大冒险乔尼历险记：第一季第二卷》纳入汉纳-巴伯拉经典系列，以DVD格式在北美地区发行，该版本为按需制作（MOD），仅通过华纳在线商店和亚马逊网站独家销售。2015年11月10日，华纳典藏将完整的第二季（最终季）发行DVD。2013年，全部52集剧集可在iTunes商店进行数字购买。这是汉纳-巴伯拉品牌旗下最后一部以DVD形式发行的剧集，后续所有剧集均采用卡通频道品牌。
| DVD 名称       | 集数 | 发布日期       |
| -------------- | ---- | -------------- |
| 第一季，第一卷 | 13   | 2009年2月17日  |
| 第一季，第二卷 | 13   | 2012年3月27日  |
| 第二季全集     | 26   | 2015年11月10日 |

## 评论
杰西·班农这一角色的加入在《乔尼大冒险》粉丝中引发了争议。《电视指南》编辑担心乔尼和杰西会产生感情纠葛，称她为“多愁善感的小女孩”，并谴责该系列“生硬添加女性角色”。汉纳-巴伯拉总裁弗雷德·塞伯特回应称：“杰西比乔尼更年长、更聪明……我们不是在拍《蓝色月光》。”塞伯特还否认创造杰西只是为了吸引小女孩，他提到乔尼和经典团队已有的受众基础。《迈阿密先驱报》一位专栏作家称杰西的加入是“试图改写过去以迎合当下社会政治要求”，是“泛滥的政治正确”。相反，《公告牌》（Billboard）则欢迎这一改变，认为全男性阵容需要调整。随着《网络昆虫》电视电影的播出，这场争议逐渐平息；《亚特兰大宪法报》反驳了“讨厌的女孩”这一标签，指出杰西曾救过乔尼的命，并教会他耐心。一项针对30至35岁男性观众的《网络昆虫》试映调查显示，尽管有人质疑杰西的加入，但大多数人理解，如同原版系列中曾被批评的某些元素一样，这是时代的反映。
一些粉丝仍对该系列与经典《乔尼大冒险》的差异表示不满，后者曾因文化敏感性不足及“种族和性别刻板印象”受到指责。《乔尼历险记》引发了与原版剧集的批判性对比。《奇幻电影》认为《乔尼历险记》延续了经典剧集的模式，并称赞其“令人印象深刻”的演员阵容。另一位评论家向“死忠成年粉丝”推荐该剧，肯定《乔尼历险记》保留了原版的暴力元素和画外死亡场景，甚至片头字幕都呈现了“爆炸、谋杀和混乱”。《华盛顿邮报》评价第一季比原版《乔尼大冒险》“更冷峻、更逼真”。《芝加哥论坛报》评论家艾伦·约翰逊认同《乔尼历险记》较少“脱离现实”，并详细对比了两部剧集[6]。《电视指南》称赞其剧本“比老版深刻和暗黑得多”；哈德吉的台词让该杂志的评论家印象深刻。《芝加哥每日先驱报》称第一集为“经典的《乔尼大冒险》风格”，《巴拿马城时报先驱报》也认同这一观点：
这部新剧集汲取了原版的最佳元素——全球冒险、尖端科技和充满正能量的团队合作——并为20世纪90年代进行了全新演绎。如今已成为青少年的英雄们，陷入了“真实”世界和虚拟现实中的重重危险。
评论家对该剧核心设定的成功与否存在争议。《计算机生活》的彼得·西斯柯（Peter Scisco）赞赏剧中团队“依靠智慧而非变异超能力”。《人物》杂志赞扬特纳摒弃了《地球超人》中“政治正确的陈词滥调”，给《乔尼历险记》打了B级，称其为“儿童节目应有的模样”。1998年《周六早晨狂热》的作者们则持相反观点，认为该剧缺乏“原版成功的核心质感”。他们不认同汉纳-巴伯拉将风格迥异的两季包装成同一部剧集，更青睐第二季对角色的塑造和对经典元素的致敬。《热线》杂志的格雷格·亚伦（Greg Aaron）肯定了该系列的回归，但警示不要过度炒作“奎斯特世界”，并指出“仅凭视觉效果的精致不足以吸引当代观众”。
汉纳-巴伯拉创始人兼董事长约瑟夫·巴伯拉认为《乔尼历险记》因角色和故事的改动而成为“灾难”。他承认：“那是他们的事。每个人都需要做自己的事。”评论家普遍欣赏剧中角色和配音表演。《人物》杂志喜欢演员阵容，尤其乔治·西格尔的表现。《周六早晨狂热》称赞杰西·班农与奎斯特博士的相似性。艾伦·约翰逊认可角色的年龄跃升，因为乔尼和哈德吉现在的年龄足以参与冒险。他认为杰西“很酷……她会故意给乔尼找不痛快，而且不惧怕冒险”。不过他不喜欢对雷斯·班农“弱化”的刻画。部分粉丝反对第一季中雷斯的西部口音，彼得·劳伦斯为雷斯的形象辩护，称其是“行动派而非思考派——尽管完全有能力进行深入思考”，并指出他的口音和举止增添了多样性、惊喜感和原创性。
《乔尼大冒险》的传统动画与电脑动画质量引发了评论家的分歧。《多伦多星报》尖锐批评该剧“情节简单，充斥着突兀的科幻元素和不协调的电脑动画”，并将“奎斯特世界”称为“解释拙劣的科技噱头”。《费加罗报》对此表示赞同，但称赞“奎斯特世界”抓住了年轻观众的注意力。《星报》则肯定了“奎斯特世界”，但认为传统动画片段“扁平且缺乏质感，人物塑造单薄，动作不自然僵硬，阴影和明暗处理欠佳”。《芝加哥每日先驱报》的泰德·考克斯认同动画动作有时“明显参差不齐”，但赞扬了“光线在海面的流动”等写实画面。《电视指南》也认为动画略显扁平，但认为其音效和背景堪称尖端水准。
特效导演阿尔韦托·梅纳切在《理解计算机动画与视频游戏中的动作捕捉》一书中批评了“奎斯特世界”，认为其是一个错误百出的失败案例。他解释称，动作捕捉演员与角色之间的体型差异导致动画不稳定且画面抖动，进而造成与道具互动及地形表现的不匹配[146]。梅纳切将问题归咎于剧集预算不足，导致无法进行数字后期制作和效果审查；制片人反而期望从捕捉工作室直接获得“即插即用”的成品效果。他总结道，“奎斯特世界”的片段因“流水线式批量生产模式”而缺乏充分测试和规划。《乔尼大冒险》制作高级副总裁雪莉·冈瑟承认，动作捕捉技术当时“有点粗糙”，更适合表现大范围动作。梅纳切对面部捕捉的批评稍显温和，认为其质量“中等”，但鉴于汉纳-巴伯拉的资源实力，这种表现仍难以接受。这些批评与Buzz F/X动画师弗朗索瓦·洛德的观点相呼应，后者指出蒙特利尔动画师经验不足且制作日程紧迫。洛德提到，Blur工作室在第二季片段制作中拥有更多时间、资金和经验。
该剧的音效受到行业热烈好评。1997年，剧集《核子幽冥界》和《华盛顿外星人》分别获得音乐类和音效剪辑类金卷轴奖提名，全剧于1998年获得动画音效剪辑类金卷轴奖提名。《乔尼历险记》还曾获1997年日间艾美奖音乐指导与作曲提名。

### 引用
1. ↑  黄安明 & 晏少峰 (2022)，第213頁.
2. 1 2 3  Timm, Lori. . Peoria Journal Star (Peoria Journal Star). 1994-09-15: C1.
3. 1 2 3 4 5 6 7 8 9 10 11 12 13 14 15  Mendoza, NF. . 动画杂志. October 1996, 10 (#9).
4. ↑  Street, Rita. . 綜藝 (Reed Business Information). 1996-03-25.
5. 1 2 3 4 5 6 7 8 9 10 11 12 13  . 綜藝 (Reed Business Information). 1995-03-23.
6. ↑  . San Jose Mercury News. 1994-04-27: 3E.
7. ↑  . 綜藝 (Reed Business Information). 1994-04-25: News 3.
8. 1 2 3 4 5  . Kidscreen Magazine (Brunico Communications Ltd.). 1996-02-01: 32.
9. 1 2  Burlingame, John. . Newsday. 1996-08-18: Fanfare C20.
10. 1 2  Strauss, Bob. . Daily News of Los Angeles. 1995-07-30.
11. 1 2  Mallory, Michael. . Variety. June 1995, 395 (#6).
12. ↑  Greising, David. . Advertising Age (Crain Communications Inc.). 1995-01-23, (#3408): Media, Movies 79.
13. ↑  Carter, Tammi. . The Times-Picayune (The Times-Picayune Publishing Corporation). 1995-11-19: T51.
14. ↑  Berry, Jonathan. . 彭博商业周刊. 1994-07-18, (#3381).
15. ↑  Reader, Stephanie. . Tacoma News Tribune. 1994-06-01: E13.
16. ↑  Angrisani, Carol. . Supermarket News (Penton Media, Inc.). September 1995.
17. 1 2 3 4 5 6 7 8 9   (Video interview). Warner Home Video. 2009. 3000020584.
18. 1 2 3 4  Sloane, Judith. . TV Zone Magazine (Virtual Imagination). November 1996, (#84): 26–31.
19. 1 2 3  Storey, Michael. . Arkansas Democrat-Gazette（英语：Arkansas Democrat-Gazette） (WEHCO Media, Inc.). 1996-07-30: Style 3E.
20. ↑  Jensen, Jeff. . Advertising Age (Crain Communications Inc.). 1995-01-16.
21. 1 2  . The Dominion National News (Fairfax New Zealand Limited). 1997-02-22: 23.
22. 1 2  Azoulay, Julia Fein. . Children's Business Magazine (Fairchild Communications, Inc.). June 1996, 11 (#6): 58.
23. 1 2 3 4 5 6 7 8 9 10  Aaron, Greg. . HotWired.com. October 1996  [2007-06-18]. （原始内容存档于1998-12-06）.
24. 1 2 3 4 5 6 7 8 9 10 11 12 13 14 15 16 17 18 19 20 21 22 23 24 25  Lawrence, Peter and Glenn Leopold. . Hanna-Barbera. 1996-02-06 [1994-05-18, 1996-01-17]  [2007-06-19].
25. ↑  Hettrick, Scott. . The Hollywood Reporter (BPI Communications, Inc.). 1995-03-21.
26. 1 2 3 4 5 6 7 8  Lefton, Terry. . Brandweek Magazine (VNU eMedia, Inc.). 1995-06-19, 36 (#25).
27. ↑  . Comics Scene (Starlog Group). 1995-01-01, 54: 66.
28. 1 2 3 4 5 6  Hofmeister, Sallie. . 洛杉磯時報. 1996-08-30: D1.
29. ↑  . Chicago Tribune. 1995-05-03: KIDNEWS 8.
30. 1 2 3 4 5 6 7 8 9 10 11 12 13  Miller, Bob. . Animation Planet Magazine. 1996-11-17.
31. ↑  . Animation Artist Magazine. 2000  [2007-06-19]. 原始内容存档于2007-06-09.
32. 1 2  . 綜藝 (Reed Business Information). 1995-09-20.
33. 1 2  Heldenfels, RD. . Akron Beacon Journal (Akron Beacon Journal). 1996-08-26.
34. 1 2  . 綜藝 (Reed Business Information). 1997-04-03.
35. ↑  Clay, Jennifer. . BMI.com. BMI. 1996  [2007-06-19]. （原始内容存档于1996-10-20）.
36. 1 2  . Kidscreen Magazine (Brunico Communications Ltd.). 1997-09-01: 14.
37. 1 2 3 4  Simmons, Tony. . Panama City Times Herald. 1996-12-15  [2007-06-15]. （原始内容存档于1999-01-29）.
38. ↑  . 1996-04-18  [2021-03-16]. （原始内容存档于2022-02-15）.
39. 1 2 3 4 5 6 7 8 9  Lord, Francois. . 1997-04-11  [2007-06-19].
40. ↑  DiOrio, Carl. . The Hollywood Reporter (BPI Communications, Inc.). 1996-12-23.
41. ↑  . The Hollywood Reporter (BPI Communications, Inc.). 1997-06-27.
42. ↑  . Business Wire (Gale Group). 1997-02-12.
43. ↑  McWilliams, James. . The Huntsville Times. 1997  [2007-06-15]. （原始内容存档于1997-07-28）.
44. ↑  . The Washington Times (News World Communications, Inc.). 1996-07-30: B11.
45. ↑  TPCTV Official Second. . 2024-08-13  [2025-05-19] –YouTube.
46. ↑  . The Hollywood Reporter (BPI Communications, Inc.). 1995-10-12.
47. ↑  Wentz, Laurel. . Advertising Age (Crain Communications Inc.). 1995-10-16.
48. ↑  Bateman, Louise. . The Hollywood Reporter (BPI Communications, Inc.). 1996-02-16.
49. ↑  Hansen, Eric. . The Hollywood Reporter (BPI Communications, Inc.). 1996-04-23.
50. ↑  Campbell, Al. . South China Morning Post (SCMP Group). 1996-11-06: Business: Marketing and Media 8.
51. ↑  Warner, Fara. . The Wall Street Journal Asia (Dow Jones & Co.). 1996-08-05: A8.
52. ↑  Divyanathan, Denesh. . Business Times of Singapore: Singapore at Home and Abroad (Singapore Press Holdings Group). 1996-07-30: 2.
53. 1 2  The Hollywood Reporter. . The San Francisco Chronicle. 1994-04-25: E3.
54. ↑  Galloway, Steven. . The Hollywood Reporter (BPI Communications, Inc.). 1996-07-23.
55. ↑   (VHS). Turner Home Entertainment. 1996-03-19. ISBN 1-56039-412-9.
56. ↑  Scheid, Darren. . Fort Worth Star-Telegram (Star-Telegram Inc.). 1996-07-08.
57. ↑  . Greensboro News & Record. 1995-12-08.
58. ↑  . PR Newswire; State and Regional; Hollywood. 1996-07-15.
59. 1 2 3 4 5 6 7 8 9 10 11   (Print). Hanna-Barbera, Inc. 1996-06-03  [2009-12-27].
60. ↑  . Charleston Daily Mail（英语：Charleston Daily Mail） (Charleston Newspapers). 1996-08-26: 10A.
61. 1 2 3 4 5 6  Benezra, Karen. . Billboard Magazine (VNU eMedia, Inc.). 1996-01-29, 37 (#5).
62. ↑  Walley, Wayne. . Electronic Media Magazine (Crain Communications Inc.). 1996-06-17: 31.
63. ↑  Walley, Wayne. . Electronic Media Magazine (Crain Communications Inc.). 1996-08-26, 15 (#35).
64. 1 2  Vered, Annabel. . TV Guide. 1996-06-18, 44 (#23).
65. ↑  Vancheri, Barbara. . Pittsburgh Post-Gazette. 1996-05-03: 34.
66. ↑  Haddad, Charles. . The Atlanta Journal-Constitution（英语：The Atlanta Journal-Constitution）. 1996-10-01: C7.
67. ↑  Hettrick, Scott. . The Hollywood Reporter (BPI Communications, Inc.). 1996-10-02.
68. ↑  Moore, Scott. . The Washington Post. 1997-03-29: 3D.
69. 1 2 3 4  . Incentivecentral.org. Incentive Performance Center.   [2007-06-19]. （原始内容存档于2007-04-27）.
70. ↑  . 2002-12-07. （原始内容存档于2002-12-07）.
71. ↑  . The Guardian. 2003-04-13.
72. ↑  . questfan.com.   [2023-04-12].
73. 1 2  . Business Wire (Gale Group). 1996-03-18.
74. ↑  . 綜藝 (Reed Business Information). 1995-09-20.
75. ↑  . TV Guide. 1996-08-24, 44 (#34): 45.
76. 1 2 3 4 5 6 7 8 9  Kingston, F. Colin. . Cinefantastique Magazine. October 1996, 28 (#3).
77. ↑  Rollins, Ron. . Dayton Daily News（英语：Dayton Daily News） (Cox Ohio Publishing). 1996-10-22: 3C.
78. ↑  Eick, Kelly. . California Polytechnic College of Liberal Arts. May 1998  [2007-06-19]. （原始内容存档于2007-09-22）.
79. 1 2  Falk, Lance. . QuestFan.com/wiki. 1997-08-06  [2016-08-08].
80. 1 2  Falk, Lance. . QuestFan.com/wiki. 1997  [2010-05-25].
81. 1 2  Gray, Ellen. . The News-Times. Knight-Ridder Media. 1996-08-21  [2007-06-15]. （原始内容存档于1997-04-30）.
82. ↑  . Behind the Voice Actors.   [2019-07-03].
83. 1 2 3 4  Matzer, Marla. . Brandweek Magazine (VNU eMedia, Inc.). 1996-06-24, 37 (#26).
84. 1 2 3  . Kidscreen Magazine (Brunico Communications Ltd.). 1996-09-01: 25.
85. ↑  McCormick, Moira. . Billboard Magazine (VNU eMedia, Inc.). 1996-08-10, 108 (#32).
86. ↑  . St. Petersburg Times. 1995-06-21: 2B.
87. ↑  . Marketing Week（英语：Marketing Week） (Centaur Media Plc.). 1996-08-09, 19 (#20): 10.
88. ↑  . People Magazine. 1995-07-10, 44 (#2).
89. ↑  . Good Housekeeping（英语：Good Housekeeping） (Hearst Brand Development). December 1996, 223 (#6).
90. ↑   (CD-ROM). Turner Home Entertainment. 1996.
91. ↑  . 綜藝 (Reed Business Information). 1996-10-01.
92. ↑  Matzer, Marla. . Brandweek Magazine (VNU eMedia, Inc.). 1997-07-22: Techno; Out of the box 18.
93. ↑  Kris Dalebout Newby. . Apple Directions (Apple). 1997-03-01.
94. ↑  . Questworld.com. Hanna-Barbera Cartoons, Inc.   [2007-07-15]. （原始内容存档于1997-03-27）.
95. ↑  . Questworld.com. Hanna-Barbera Cartoons, Inc.   [2007-07-15]. （原始内容存档于1998-01-21）.
96. ↑  Spaulding, Mike. . Converting（英语：Converting (magazine)） (Reed Business Information). April 1997, 15 (#4): 116–118.
97. ↑  . The Pantagraph. 1997-10-20.
98. ↑  . Galoob.com. Galoob Toys.   [2007-06-15]. （原始内容存档于1997-04-13）.
99. ↑  . Galoob（英语：Galoob）. 1996.
100. ↑  Norman, Forrest. . Fort Myers News-Press (The News-Press). 2000-02-19: 8C.
101. ↑  . Rhino.com. Knight-Ridder Media. 1996-09-17  [2007-06-19]. （原始内容存档于1997-06-14）.
102. ↑  Hettrick, Scott. . The Hollywood Reporter (BPI Communications, Inc.). 1995-12-13, 340 (#11): 8.
103. ↑  . Daily Mirror (Trinity Mirror). 1996-09-07.
104. ↑  Leith, Renae. . The Advertiser (News Corp.). 1997-08-17.
105. ↑  . Kidscreen Magazine (Brunico Communications Ltd.). 1996-06-01.
106. ↑  . Kidscreen Magazine (Brunico Communications Ltd.). 1996-12-01: 12.
107. 1 2 3  Cox, Ted. . Chicago Daily Herald. 1996-08-26: B4.
108. 1 2 3 4 5   (新闻稿). Dark Horse Comics. 1996  [2007-06-15]. （原始内容存档于2007-10-15）.
109. ↑  . The Washington Times (News World Communications# Inc). 1996-03-23.
110. ↑   (新闻稿). Dark Horse Comics.   [2007-06-15]. （原始内容存档于2008-04-11）.
111. ↑  Smith, Brenda. . The Eagle-Tribune (Community Newspaper Holdings, Inc.). 1997-05-18.
112. ↑  . Owensboro Messenger-Inquirer. 1996-06-15.
113. ↑  Reese 1999，第203–204頁.
114. ↑  . Australian Journal of Language and Literacy. August 1997.
115. ↑  Reese 1999，第202–203頁.
116. 1 2   (MiniDVD). Warner Home Video. 2004.
117. 1 2 3 4 5 6  Bueno, Tony. . Dallas Morning News（英语：Dallas Morning News） (The Dallas Morning News Company). 1996-11-01: 3C.
118. 1 2 3  Hettrick, Scott. . The Hollywood Reporter (BPI Communications, Inc.). 1996-03-18.
119. ↑  . Palm Beach Post (Palm Beach Newspapers, Inc.). 1996-10-05: 3D.
120. ↑  . Albuquerque Journal (Albuquerque Journal). 1996-12-21: 7.
121. 1 2 3  Scisco, Peter. . ComputerLife. 1996-12-21, 4 (#3): 113.
122. ↑  Cheng, Kipp. . Entertainment Weekly. No. # 347. 1996-10-04.
123. ↑  . Sydney Morning Herald Computers (Fairfax Media). 1997-02-25: 6.
124. 1 2 3 4  . Kidscreen Magazine (Brunico Communications Ltd.). 1996-11-01: 9.
125. 1 2 3 4 5 6  Stanley, T.L. . Brandweek（英语：Brandweek） magazine. 1998-03-09  [2007-06-15]. （原始内容存档于2016-03-10）.
126. ↑  . Kidscreen Magazine (Brunico Communications Ltd.). 1997-02-01: 8.
127. 1 2 3 4 5  Brink, Graham. . St. Petersburg Times. 1997-06-30.
128. 1 2  Coughlin, Kerry. . Akron Beacon Journal. 1997-06-12.
129. ↑  Shaw, Mary-Liz. . Worcester Telegram & Gazette. 1997-06-07.
130. ↑   (新闻稿). Warner Home Video. 2008-11-16  [2009-06-15]. （原始内容存档于2009-05-31）.
131. ↑  . （原始内容存档于2012-04-29）.
132. ↑  Finalized Release Date for 'The Complete Season 2' 的存檔，存档日期2015-11-05.
133. ↑  . iTunes. 1996-07-31.
134. ↑  . TV Guide. 1995-07-29: 6.
135. 1 2  Eldredge, Richard L. . The Atlanta Journal-Constitution（英语：The Atlanta Journal-Constitution）. 1995-08-13: M2.
136. ↑  Pitts, Leonard. . The Miami Herald. 1995-08-05: 1G.
137. 1 2  Eldredge, Richard L. . The Atlanta Journal-Constitution（英语：The Atlanta Journal-Constitution）. 1995-11-12: M2.
138. ↑  Iverem, Esther. . The Washington Post. 1996-05-29: Style F01.
139. ↑  Jones, Garry. . The Washington Post. 1996-06-08: A13.
140. ↑  Moore, Scott. . The Washington Post. 1996-10-03.
141. 1 2 3 4  Johnson, Allan. . Chicago Tribune. 1996-08-13.
142. 1 2  Queenan, Joe. . People Magazine. 1996-09-02, 46 (#10).
143. 1 2 3  Burke, Timothy; Burke, Kevin. . St. Martin's Press. 1998-12-15: 114–115. ISBN 978-0-312-16996-1.
144. 1 2  Evenson, Laura. . The San Francisco Chronicle (The Chronicle Publishing Company). 1997-06-03: B1.
145. 1 2  Mietkiewicz, Henry. . Toronto Star (Toronto Star Newspapers Limited). 1996-08-28: B1.
146. ↑  Latil, Sophie; Delcroix, Olivier. . Le Figaro. 1997-04-02.
147. 1 2 3 4  Menache 1999，第52–53頁.
148. ↑  DiOrio, Carl. . The Hollywood Reporter (BPI Communications, Inc.). 1997-03-05.
149. ↑  DiOrio, Carl. . The Hollywood Reporter (BPI Communications, Inc.). 1998-02-20.